# Океаническая кора

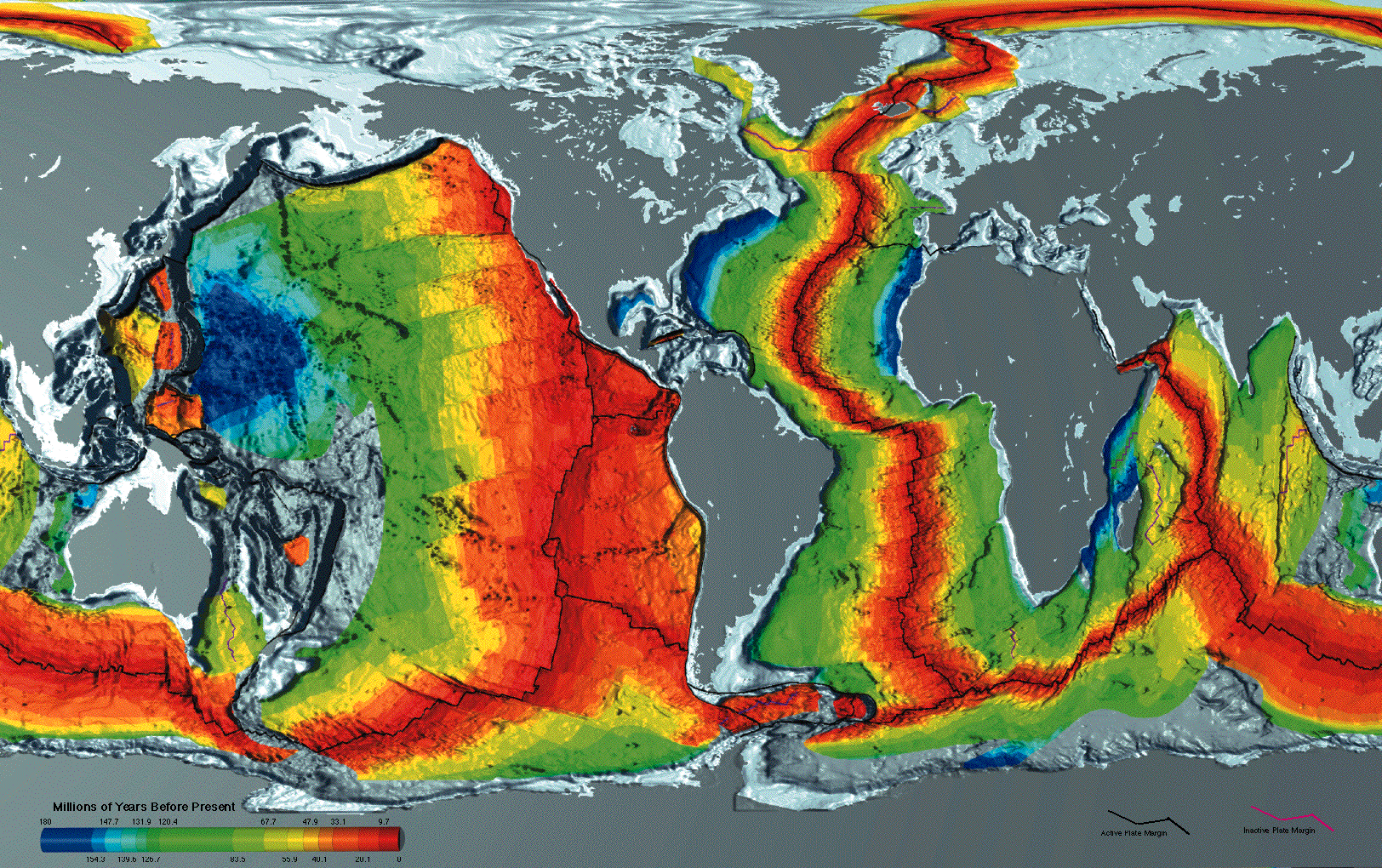
Возраст океанической коры. Красным показаны самые молодые участки, синим — наиболее древние

Океани́ческая кора́ — тип земной коры, распространённый в океанах. От континентов кора океанов отличается меньшей мощностью (толщиной) и базальтовым составом. Она образуется в срединно-океанических хребтах и поглощается в зонах субдукции. Древние фрагменты океанической коры, сохранившиеся в складчатых сооружениях на континентах, называются офиолитами. В срединно-океанических хребтах происходит интенсивное гидротермальное изменение океанической коры, в результате которого из неё выносятся легкорастворимые элементы.
Ежегодно в срединно-океанических хребтах формируется 3,4 км² океанической коры объёмом 24 км³ и массой 7×1010 тонн магматических пород. Средняя плотность океанической коры около 3,3 г/см³. Масса океанической коры оценивается в 5,9×1018 тонн (0,1 % от общей массы Земли, или 21 % от общей массы коры). Таким образом, среднее время обновления океанической коры составляет менее 100 млн лет; самая древняя океаническая кора, находящаяся в ложе океана, сохранилась в котловине Пигафе́тта в Тихом океане и имеет юрский возраст (156 млн лет).
Океаническая кора состоит преимущественно из базальтов и, поглощаясь в зонах субдукции, превращается в высокометаморфизованные породы — эклогиты. Эклогиты имеют плотность больше, чем самые распространенные мантийные породы — перидотиты, и погружаются в глубину. Они задерживаются на границе между верхней и нижней мантией, на глубине порядка 660 километров, а затем проникают и в нижнюю мантию. Согласно некоторым оценкам, эклогиты, прежде слагавшие океаническую кору, ныне составляют около 7 % массы мантии.
Относительно небольшие фрагменты древней океанической коры могут исключаться из спрединго-субдукционного круговорота в закрытых бассейнах, замкнутых в результате коллизии континентов. Примером такого участка может быть северная часть впадины Каспийского моря, фундамент которой, по мнению некоторых исследователей, сложен океанической корой девонского возраста.
Океаническая кора может заползать поверх континентальной коры, в результате обдукции. Так формируются самые крупные офиолитовые комплексы типа офиолитового комплекса Семаил.

## Строение океанической коры
Стандартная океаническая кора имеет мощность 7 км, и строго закономерное строение. Сверху вниз она сложена следующими комплексами:
- осадочные породы, представленные глубоководными океаническими осадками.
- базальтовые покровы, излившиеся под водой.
- дайковый комплекс, состоит из вложенных друг в друга базальтовых даек.
- слой основных расслоённых интрузий

В подошве океанической коры обычно залегают дуниты и перидотиты. Эти породы могут образоваться как в результате кристаллизации расплавов, так и быть первичными мантийными породами. Их можно различить по ориентировке зерен в породе. В породах, прошедших магматическую стадию, кристаллы ориентированы произвольно. В мантийных породах, претерпевших течение в конвективных ячейках, зерна ориентированы в соответствии со своими реологическими свойствами.
Слой расслоенных интрузий образуется в срединно-океаническом хребте, в магматических камерах, расположенных на глубине 2—4 км. Эти массивы вложены друг в друга.
Океаническая кора может иметь повышенную мощность в районах плюмового магматизма. В таких местах расположены океанические острова и океанические плато.